# Пролетер (Нови-Сад)

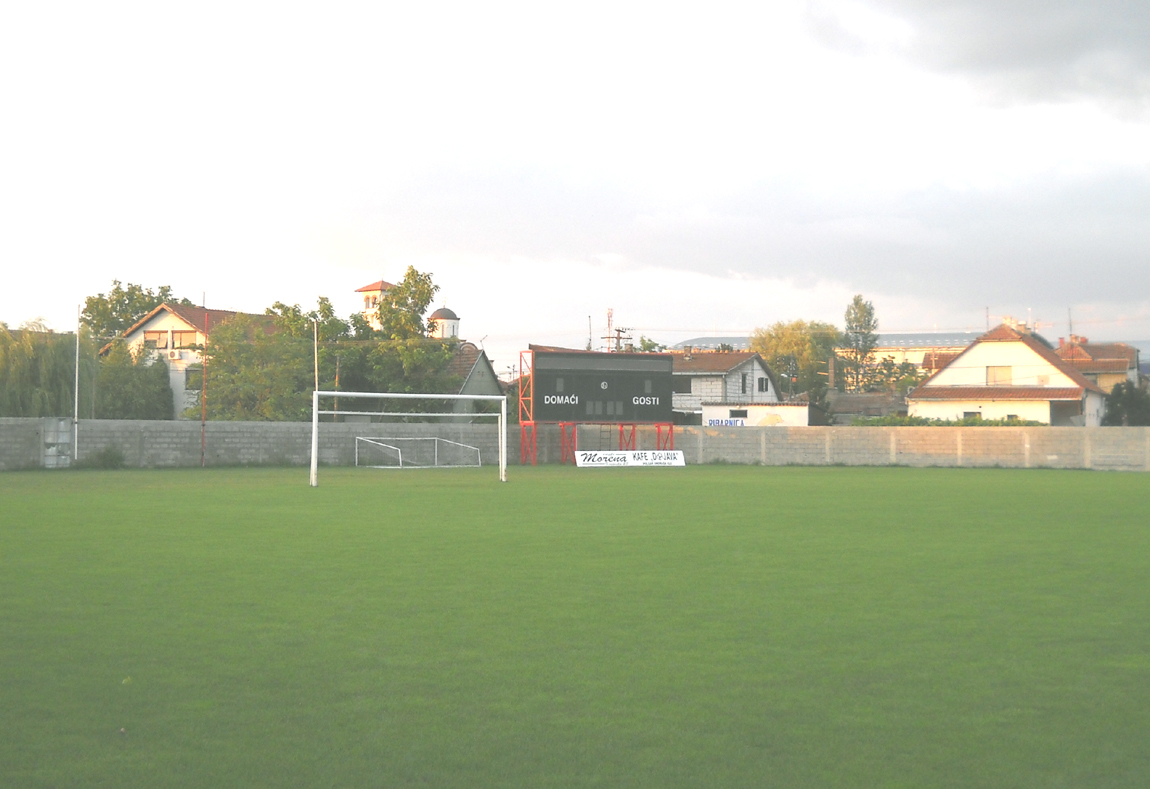
Стадіон «Пролетера» в Клісі / Слана Бара передмістя Нового Саду

Футбольний клуб Пролетер або просто Пролетер (серб. Фудбалски клуб Пролетер Нови Сад) — колишній сербський футбольний клуб з передмістя Слана Бара міста Новий Сад, заснований 1951 року. Був розформований у 2022 році. Останні роки свого існування клуб виступав у другому за силою чемпіонаті Сербії з футболу, Першій лізі Сербії.

## Історія
Клуб був заснований в 1951 році під назвою «Сланобарац», в 1953 році був перейменований в «Пролетер», більшу частину своєї історії провів у нижчих лігах, а з сезону 2006/07 років виступав у Сербській лізі Воєводина. У сезоні 2008/09 років зайняв перше місце в Сербській лізі Воєводина і вийшов до Першої ліги. У своєму першому сезоні команда посіла сьоме місце, а в сезоні 2012/13 років — четверте.

## Досягнення
- Перша ліга чемпіонату Сербії з футболу
  -  Чемпіон (1): 2008/09

## Склад команди
Станом на 15 червня 2016
| №  | Поз. | Нац.                 | Гравець                                       |
| -- | ---- | -------------------- | --------------------------------------------- |
| 1  | ВР   | Сербія               | Еміль Роцков                                  |
| 2  | ЗХ   | Сербія               | Срджан Вукалєвич                              |
| 3  | ЗХ   | Сербія               | Нікола Вукайлович                             |
| 4  | ЗХ   | Боснія і Герцеговина | Милован Петрич                                |
| 5  | ПЗ   | Сербія               | Стефан Петрович                               |
| 6  | ЗХ   | Сербія               | Деян Пекович                                  |
| 7  | ПЗ   | Сербія               | Драган Каранов (в оренді з клубу «Воєводина») |
| 8  | ПЗ   | Сербія               | Нікола Вуїчич                                 |
| 9  | ПЗ   | Сербія               | Нікола Богданич                               |
| 10 | НП   | Сербія               | Зоран Комазек                                 |
| 11 | ПЗ   | Сербія               | Стеван Лешков                                 |
| 12 | ВР   | Сербія               | Стефан Шурлан                                 |

| №  | Поз. | Нац.   | Гравець                |
| -- | ---- | ------ | ---------------------- |
| 13 | ЗХ   | Сербія | Ненад Кочович          |
| 14 | ЗХ   | Сербія | Неманья Койчич         |
| 15 | ЗХ   | Сербія | Горан Швоня            |
| 16 | НП   | Сербія | Лука Гргич             |
| 17 | ПЗ   | Сербія | Лука Бошкович          |
| 18 | НП   | Сербія | Неманья Кисич          |
| 19 | ЗХ   | Сербія | Бранко Жигич (капітан) |
| 20 | ЗХ   | Сербія | Нікола Фимич           |
| 21 | ПЗ   | Сербія | Александар Десанчич    |
| 22 | НП   | Сербія | Нікола Мілошевич       |
| 32 | ВР   | Сербія | Неманья Бузаджия       |
| —  | ЗХ   | Сербія | Давид Драгоєвич        |

## Відомі гравці
- Желько Бркич
- Саша Дракулич
- Огнен Парипович
- Горан Чурко
- Предраг Бошняк

## Відомі тренери
- Ненад Лалатович (2011—2013)